# Kettingsteek

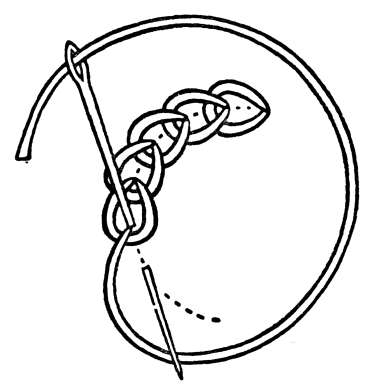
De kettingsteek

De kettingsteek is een borduursteek, die lijkt op een keten of ketting. De steken zijn lussen, die aan elkaar vastzitten. De steek kan zowel voor een enkel lijnvormig element gebruikt worden, als voor vlakvullingen. Soms wordt een losse kettingsteek gebruikt, bijvoorbeeld als klein bloemblaadje, of een veertje op een vleugel.

## Werkwijze
De kettingsteek heeft als voordeel dat de naald niet heen en weer door de stof gestoken behoeft te worden, maar dat de steek in een beweging kan worden gemaakt. Er wordt van boven naar beneden gewerkt. Bij de eerste steek komt de naald van onder naar boven. De volgende steek wordt gemaakt door op (vrijwel) dezelfde plaats terug te steken en de naald een stukje verder naar boven te laten komen; de draad wordt daarbij onder de naald doorgehaald. De laatste steek wordt vastgezet door een klein recht steekje om de lus heen, die anders los zou blijven liggen.
Als de naald door de stof wordt getrokken, moet de draad niet al te strak worden aangehaald. De losse steken blijven dan als ringen van een ketting enigszins los op de stof liggen.
Te strak aantrekken van de draad zou veroorzaken dat de stof rimpelingen gaat vertonen.
De kettingsteek lijkt ook op een eenvoudige haaksteek, maar dan met stof eronder.

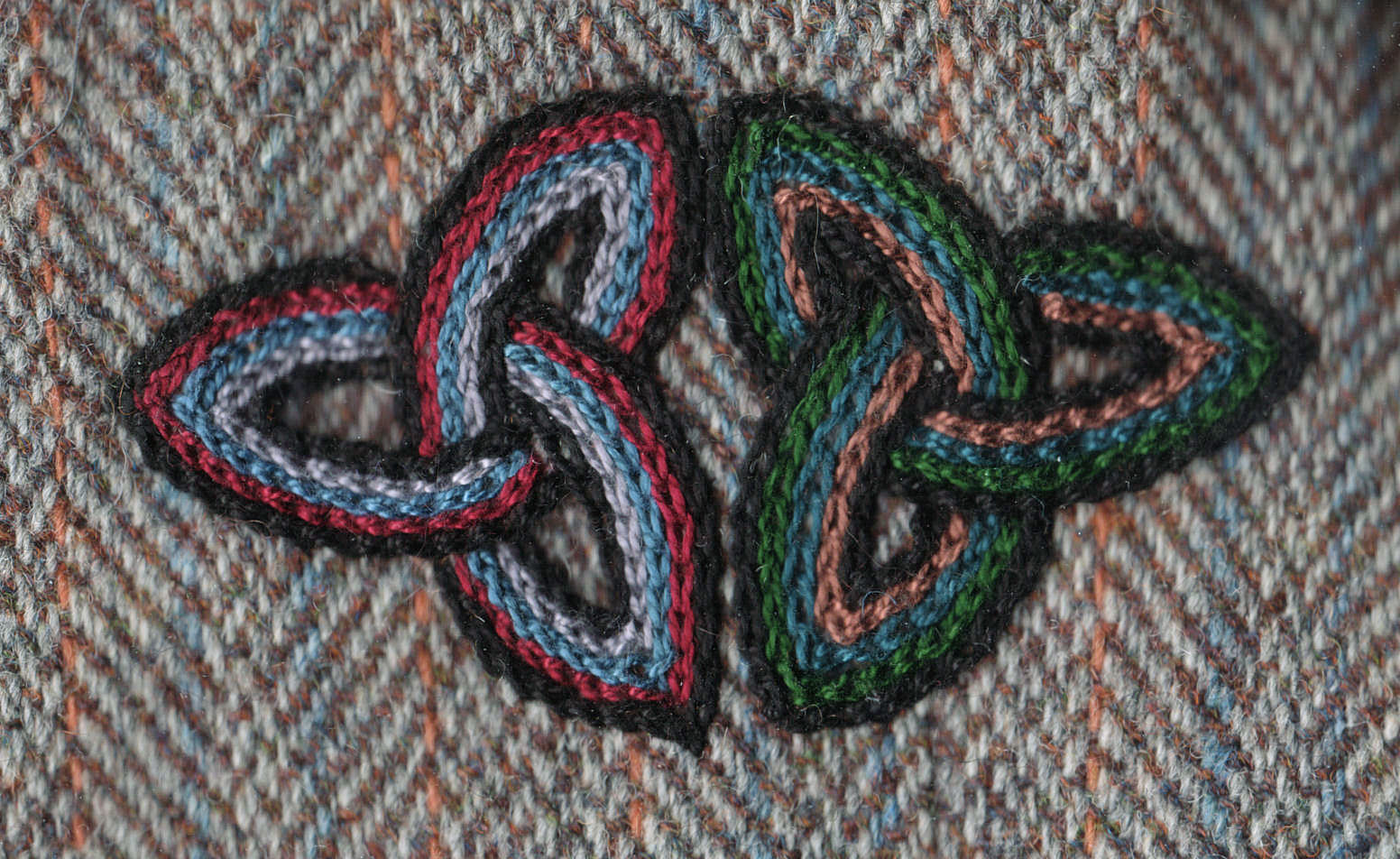
Kettingsteken in de vorm van een Keltische knoop

Bij het vullen van een vlak, moet van buiten naar binnen gewerkt worden, teneinde een mooie omtrek van een gesloten ketting te krijgen.
Een rij kettingsteken kan zo een decoratie vormen naast een naad, of onder de rand van een zak bijvoorbeeld.

## Varianten
Een variant van de kettingsteek is de zigzagsteek, waarbij elke steek onder een hoek ten opzichte van de voorgaande wordt geplaatst. Ook kan de kettingsteek gemaakt worden van twee draden met verschillende kleur, die om en om worden gebruikt.
Ook kan de kettingsteek meer open gehouden worden. De naald wordt dan niet op dezelfde plaats teruggestoken, maar iets daarnaast. Dan ontstaat een steek die ook wel laddersteek genoemd wordt. Dat is bijvoorbeeld zichtbaar bij de witte steken op het kleedje op de rug van de olifant in de afbeelding hiernaast.

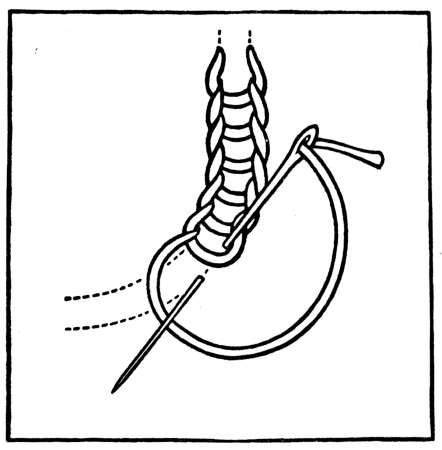
Open kettingsteek
Verdraaide kettingsteek
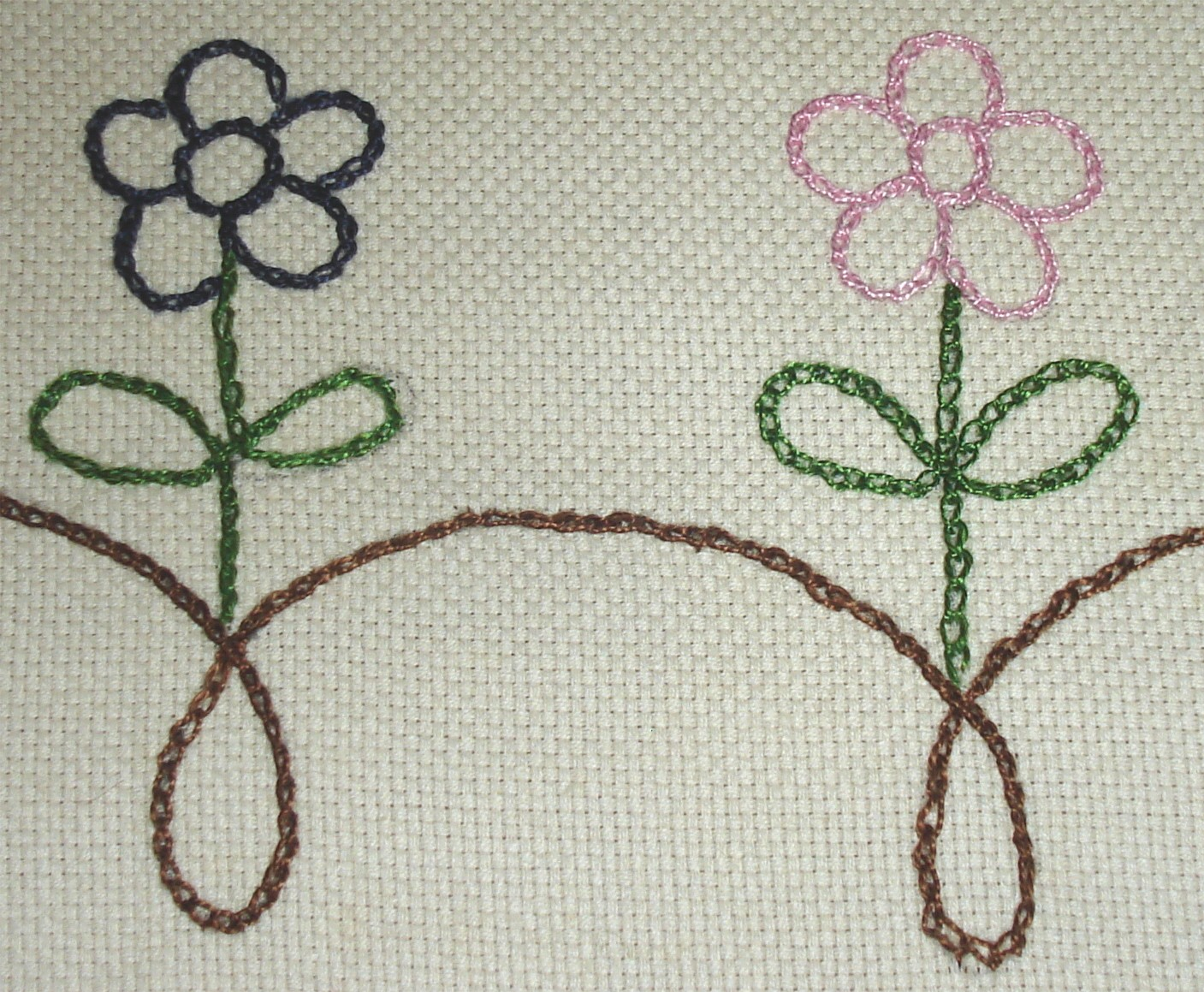
Een geborduurde bloementekening van kettingsteken op stramien
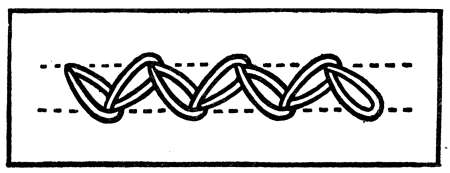
Kettingsteek in zigzagpatroon
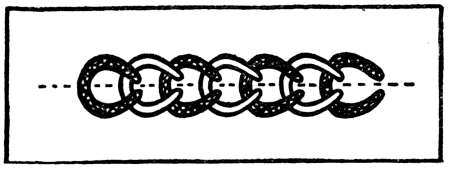
Kettingsteek in twee kleuren

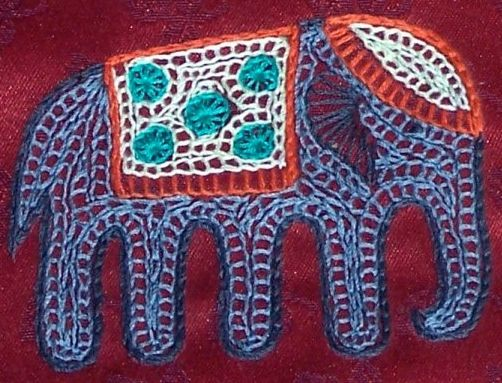
Open kettingsteken

## Geschiedenis
De kettingsteek zou een van de oudste borduursteken zijn. Er bestaat nog oud Chinese borduurwerk in zijde met de kettingsteek, die dateert uit de Periode van de Strijdende Staten tussen de vijfde en de derde eeuw vóór Christus.
De kettingsteek was oorspronkelijk de eerste steek die bij naaimachines gebruikt wordt. Er is namelijk maar een draad voor nodig. De steek rafelt echter gemakkelijk uit als de draad ergens in het stiksel gebroken is. Daarom werd de steek al gauw vervangen door het locken, waarbij echter met een onderdraad en een bovendraad gewerkt wordt.